# Penis Envy
Penis Envy è il terzo album della band punk inglese dei Crass, pubblicato nel 1981.

## L'album

### Storia
Il titolo dell'album è riferito alle riflessioni di Sigmund Freud sul penis envy (in italiano: invidia del pene), e segna un allontanamento dall'immagine di macho che i precedenti due album della band avevano etichettato alla band. In questo album troviamo arrangiamenti musicali più complessi, nonché l'esclusività delle voci femminili (Eve Libertine e Joy De Vivre) visto che Steve Ignorant viene accreditato nell'album come non presente in questa registrazione. Penis Envy tratta argomentazioni prettamente femministe, ed attacca duramente le istituzioni del "sistema", come il matrimonio e la repressione sessuale.
La traccia Our Wedding non viene accreditata nella lista dell'album, ed è una deliberata parodia di una mielosa canzone d'amore (gli stessi Crass la descrivono come pure, unadulterated shit). Successivamente il pezzo venne distribuito su flexi disc allegato ad un giornaletto per ragazzine chiamato Loving, offertogli (a detta loro) da un'organizzazione chiamata Creative Recording And Sound Services (le iniziali di questa organizzazione formano "casualmente" il nome del gruppo). Il pezzo fece tanto scalpore da scomodare il settimanale inglese News of the World, che giudicò il titolo dell'album "troppo osceno per essere stampato".

## Tracce
1. Bata Motel – 3:34
2. Systematic Death – 3:57
3. Poison In A Pretty Pill – 3:39
4. What The Fuck? - 6:43  (2)
5. Where Next Columbus? - 3:11
6. Berkertex Bribe – 3:21
7. Smother Love – 1:48
8. Health Surface – 3:31  (1)
9. Dry Weather – 3:06

- Our Wedding (traccia non presente nella lista dell'album, distribuita anche come flexi disc)

## Formazione
Crass
- Eve Libertine – voce
- Joy De Vivre – voce  (1)
- Phil Free – chitarra
- B.A.Nana – chitarra
- Pete Wright – basso
- Penny Rimbaud – batteria
- Gee Vaucher – harmonium  (2)